# Clostridium piliforme
Clostridium piliforme è una specie di batterio appartenente alla famiglia delle Clostridiaceae.